# Ousmane N'Diaye
Ousmane N'Diaye (sinh ngày 19 tháng 8 năm 1991) là một cầu thủ bóng đá Sénégal thi đấu ở vị trí hậu vệ cho Gençlerbirliği S.K. ở Süper Lig.